# Bruno Coutinho
Bruno Coutinho Martins, mais conhecido como Bruno Coutinho (Porto Alegre, 21 de junho de 1986), é um treinador e ex-futebolista brasileiro que atuava como volante. Atualmente comanda o Inter de Santa Maria.

## Carreira como treinador
Iniciou sua trajetória na casamata em 2022, como auxiliar do técnico Marcelo Caranhato no Passo Fundo. Em 2023, foi promovido para treinar o clube do planalto, estreando como treinador, chegando nas quartas de final da Divisão de Acesso.
No começo de 2024, comandou o Monte Azul nas quatro primeiras rodadas da Série A2 do Paulistão, onde foi demitido após maus resultados.
Em abril de 2024, assumiu o Monsoon para a disputa da Divisão de Acesso, onde conseguiu subir o clube, fundado em 2021, para a primeira divisão do Gauchão, ao vencer o Passo Fundo, nos pênaltis. A campanha também culminou no título da Série A2, ao bater o Pelotas, também nas penalidades, no Passo d'Areia.
Para 2025, Coutinho estava confirmado como treinador do Monsoon para a disputa do Gauchão. Porém, pediu demissão, uma semana antes do inicio da competição, alegando divergências internas.
Em fevereiro de 2025, assinou com o Inter de Santa Maria, onde está atualmente. A frente do Alvirrubro, Bruno fez história mais uma vez, e colocou o clube na elite do futebol gaúcho, após 14 anos consecutivos na Série A2 do Gauchão. O acesso veio após vitória, em casa, contra o Veranópolis, em 17 de agosto.

## Carreira como jogador
Bruno Coutinho começou sua carreira nas categorias de base do Grêmio. Nessas categorias, era capitão das equipes por que atuava e geralmente se destacava. Ainda na base, atuou como volante e lateral-esquerdo. Subiu para o plantel profissional em 2004, mas não se firmou. 
Em 2007, acabou sendo emprestado ao América-RN e, posteriormente, ao Nacional, do Uruguai. Em 2008, assinou contrato com o Jagiellonia Białystok, da Polônia.
No início de 2010, Bruno foi eleito o melhor volante do Campeonato Polonês.
Em 2010 ele foi contratado pelo Polónia Varsóvia.
Em agosto de 2013 assinou com o Esporte Clube Pelotas.

## Títulos

### Como jogador
Grêmio
- Campeonato Brasileiro - Série B: 2005

Jagiellonia Białystok
- Copa da Polônia: 2010

Pelotas
- Copa Sul Fronteira: 2013

### Como treinador
Monsoon
- Campeonato Gaúcho de Futebol - Série A2: 2024

## Campanhas de destaque
Inter de Santa Maria
- Acesso para o Cameponato Gaúcho de 2026